# Cal Coco
Cal Coco és un edifici neoclàssic del municipi de Valls (Alt Camp) protegit com a Bé Cultural d'Interès Local.

## Descripció
Edifici de planta baixa i dues plantes. Destaca en el conjunt la utilització d'elements neoclàssics i la simetria de tota la façana,. La porta principal disposa d'un arc de mig punt emmarca per motllures, a la vegada conté una portalada de fusta amb vidre i element de ferro colat. A la llinda hi ha una imposta amb fulla escultòrica. Seguint en els baixos tenim a dreta i a esquerra una finestra que està tapada i una petita que determina una semicircumferència. Després hi ha dues portalades amb arcs rebaixats (algunes tapades).

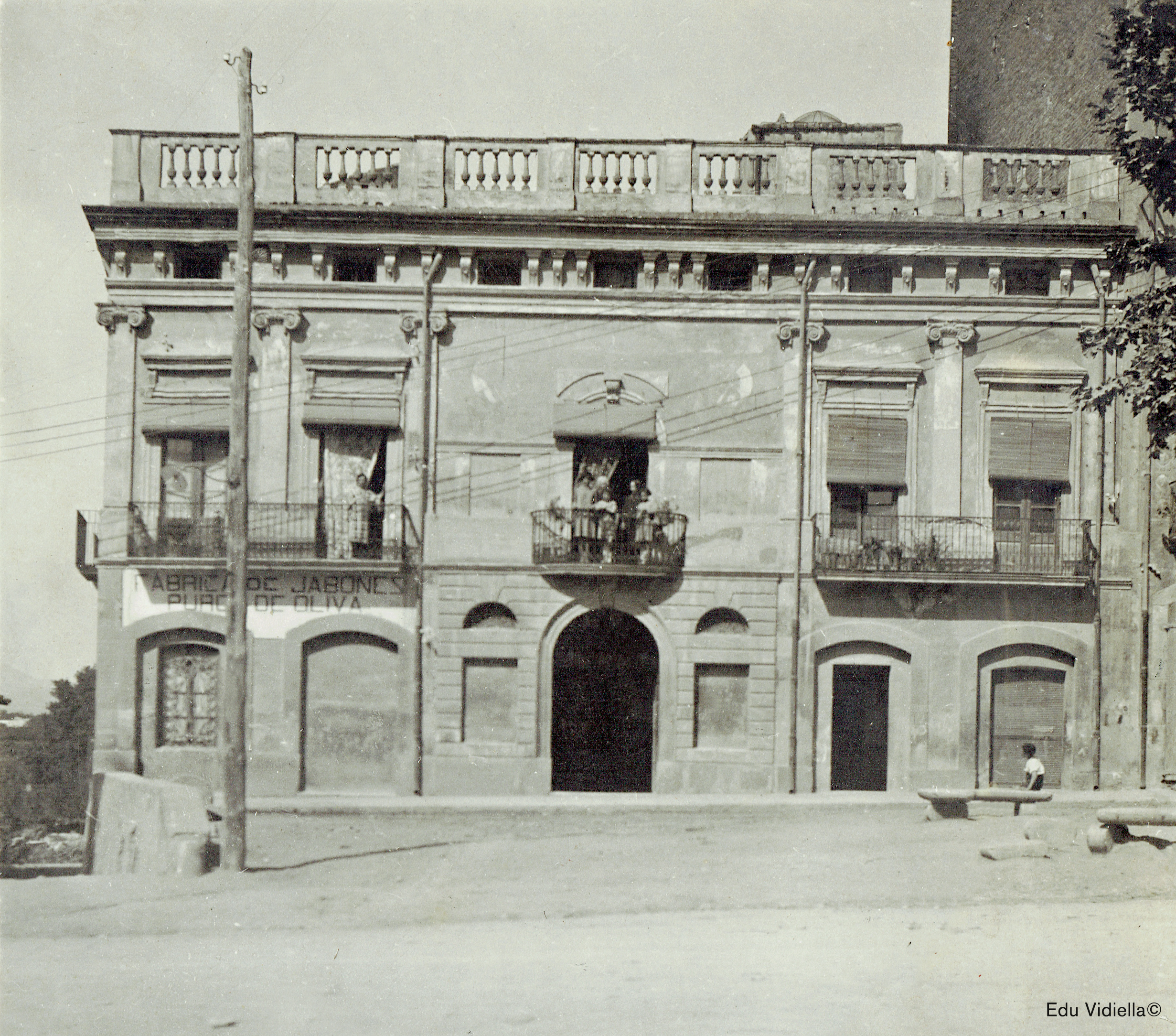
Façana de Cal Coco (1900 ca.)

En el primer pis hi ha un balcó força singular, amb barana de ferro forjat, que té la inscripció: «J G T. 1857», en referència al seu propietari, Josep Gelambí i Tarrassa. La porta té un arc de mig punt amb motllures i imposta. En els laterals hi ha balcons amb dues portes: llindes i mènsules; les balconeres tenen sis pseudopilastres d'ordre corinti. A la segona planta hi ha 7 finestres amb mènsules florals.
Pel que fa al lateral de la casa (baixant pel carrer de la Violeta, d'esquerra a dreta), trobem dues petites entrades, que antigament van servir tant per a introduir els olis i altres productes per l'elaboració del sabó, com per fer caure el raïm a la premsa, que posteriorment s'emmagatzemaria a la tina que finalment seria embotellat i venut com a vi de collita pròpia.
Moltes de les rajoles hidràuliques de l'interior, són les mateixes que apareixen a la casa del que antigament va ser la fàbrica de gas de Valls, propietat de Francesc d'Assís Yvern i Ballester (fill de Francesc Yvern i Roig i casat amb Carme Gelambí i Morera, besneta de Josep Gelambí i Tarrassa).

## Història
Va ser propietat de la família Gelambí, que hi fabricava sabó de coco (d'aquí el renom de la casa). Segons la instànrcia, el terreny fou comprat el 1856 per Josep Gelambí i Pàmies, pare de Josep Gelambí i Tarrassa. El terreny es trobava al que antigament es coneixia amb Plaza de las Monjas (actual del Portal Nou), tocant també a l'antigament anomenada Bajada de los Molinos (actual carrer de la Violeta): «El que suscribe, natural y vecino de esta villa, con el debido respeto á vos Alcalde, expone: Que habiendo adquirido en 1856, de terrenos propios de esta villa, unos solares situados en la Plaza de las Monjas esquina á la Bajada de los Molinos, y habiendo construido en ellos una casa fábrica en conformidad con las prescripciones legales y observando todos los requisitos que tuvo a bien exigir la corporación municipal, con la intervención del arquitecto ó maestro de obras municipal, la dispuesto y en consecuencia se ha terraplenado diferentes veces la parte de camino que conduce á los molinos y que hace frente á su fábrica, hasta una altura bastante considerable. Los perjuicios que de esto se siguen al que suscrita son enormes. En primer lugar la fábrica se ha visto varias veces innundada por las aguas que corren por el mismo camino [...]»

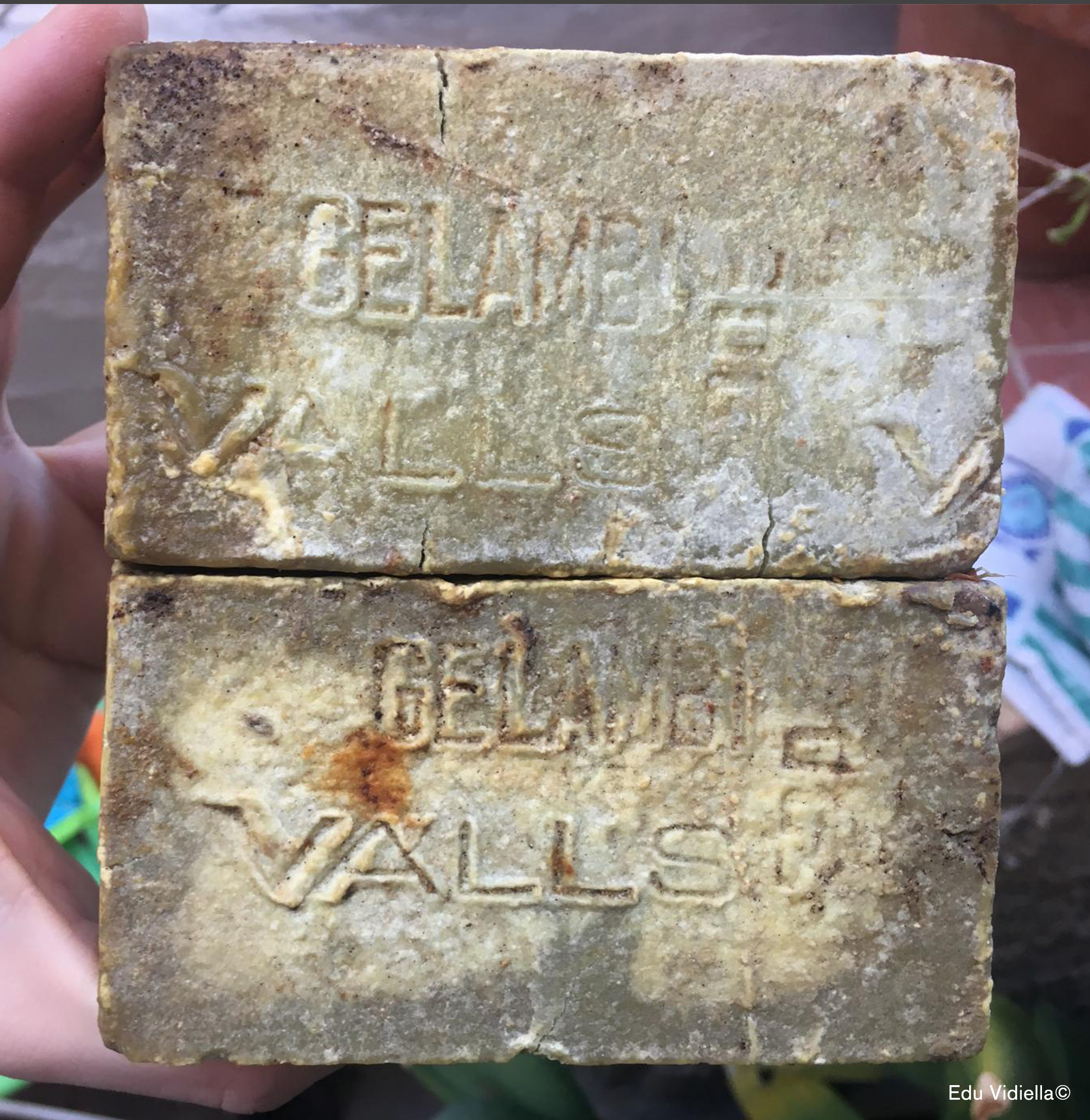
Sabó Gelambí de 500 grams

Antigament, la fàbrica de sabó de diverses classes i dipòsit d'oli, es trobaven al carrer de la Carnisseria, 12. La nova fàbrica va funcionar fins al 1922, en què, a causa de falta de personal, es va llogar-ne una part fins al 1928. Després es va reprendre la producció fins al 12 de novembre de 1940, data en què finalment va cessar l'activitat industrial.
A més de la fàbrica de sabó (que ocupava principalment el soterrani), l'edifici va tenir altres usos, el d'escola-internat, celler de vi propi, consulta de massatges; hostal; fàbrica de lleixiu (marques El Pino i El Águila); i finalment fàbrica de pigments i resines sintètiques.
Durant la Guerra Civil espanyola, el general Valentín González; conegut com El Campesino, va requisar el soterrani (planta on es fabricava el sabó). Alhora, la Legió Condor va requisar la segona planta. Més tard, hi va fer estança el president de Iugoslàvia Josip Broz Tito.